# ChemSec
ChemSec (International Chemical Secretariat, Mezinárodní sekretariát pro chemické látky) je nevládní organizace založená ve Švédsku v roce 2002 s cílem podpory přísnější kontroly nebezpečných chemických látek.
ChemSec je členem Mezinárodní sítě pro eliminaci POPs (IPEN), Health Care Without Harm a European Environmental Bureau.

## SIN list
V 17. září 2008 na mezinárodní konferenci v Bruselu představil ChemSec databázi skoro tří stovek nebezpečných chemických látek nazvanou SIN List 1.0 (Substitute It Now!), které jsou běžně používány a měly by být nahrazeny. Jedná se o látky, které jsou rakovinotvorné, mutagenní, toxické pro reprodukci, perzistentní, bioakumulativní nebo jinak nebezpečné. Zahrnuje například některé ftaláty nebo bromované zpomalovače hoření. Verze SIN list 2.0 zveřejněná v květnu 2011 a obsahuje 378 chemikálií, které splňují kritéria směrnice REACH pro látky vzbuzující mimořádné obavy (SVHC). Obsahuje mimo jiné i 22 endokrinních disruptorů identifikovaných jako SVHC na základě kritérií směrnice REACH. V únoru 2013 byla zveřejněna aktualizace SIN List 2.1, která zahrnuje 626 položek. Pro všechny látky zařazené do databáze jsou nově uvedeny informace o jejich používání a přibližném množství, ve kterém jsou chemikálie vyráběny. Další novinkou databáze je filtr výběru podle toho, zda byla látka registrována podle REACH v rámci první vlny registrace.

### Endokrinním disruptory
V roce 2011 bylo na seznam zařazeno 22 látek schopných narušovat hormonální systém, mezi kterými bylo i 7 UV flitrů používaných v kosmetice, např. tři benzofenony nebo ethylhexyl metoxycinamát.

## SUBSPORT
V květnu 2012 byla zprovozněna databáze možností toho, jak nahrazovat nebezpečné chemikálie a materiály nazvaná portál SUBSPORT (The Substitution Support Portal – Portál pro podporu substituce). Poskytuje bezplatnou platformu pro výměnu informací o alternativních látkách a technologiích v angličtině, francouzštině, němčině a španělštině. Příklady do databáze poskytly nadnárodních i malé firmy, odbory, nemocnice či univerzity.